# Martyn Green
William Martin Green (n. 22 aprilie 1899, Londra, Regatul Unit al Marii Britanii și Irlandei – d. 8 februarie 1975, Hollywood, California, SUA), care a apărut pe scenă mai întâi sub numele de William Martyn Green și a devenit cunoscut mai târziu sub numele de Martyn Green, a fost un actor și cântăreț englez. Este cunoscut pentru activitatea sa de comedian principal în operele comice ale lui Gilbert și Sullivan, jucând în spectacolele organizate de D'Oyly Carte Opera Company și de alte trupe teatrale.

## Biografie
După ce și-a efectuat stagiul militar în Primul Război Mondial, Green a studiat interpretarea muzicală și a început să joace în spectacole de teatru liric. În 1922 s-a alăturat companiei D'Oyly Carte Opera Company, apărând în spectacole mai întâi ca membru al corului și ca interpret al unor roluri mici, iar unori ca dublură și înlocuitor al comedianului principal al companiei. Începând din 1931 el a primit în mod regulat rolul generalului-maior Stanley din The Pirates of Penzance și rolul Robin Oakapple din Ruddigore. În 1934 Green a devenit comedian principal, jucând toate rolurile celebre din operele comice ale lui Gilbert și Sullivan, printre care Sir Joseph în HMS Pinafore, generalul-maior în Pirates, Bunthorne în Patience, lordul cancelar în Iolanthe, Ko-Ko în The Mikado, Jack Point în The Yeomen of the Guard și ducele de Plaza Toro în The Gondoliers.
La începutul celui de-al Doilea Război Mondial, Green a părăsit organizația D'Oyly Carte și a jucat pentru alte companii teatrale. În 1941 s-a înrolat în Royal Air Force, unde a servit până în 1945. El a revenit curând la D'Oyly Carte și a continuat să fie comedianul principalul până în 1951. Apoi a părăsit compania și s-a mutat la New York, unde și-a continuat cariera ca interpret în piese de teatru și musicalurile de pe Broadway, în filme și în producțiile de televiziune. În 1959 piciorul său stâng a fost zdrobit de elevatorul unui garaj și a trebuit să fie amputat până sub genunchi. Foarte hotărât, Green a început curând să joace și să regizeze, folosind un membru protetic. A apărut până la sfârșitul vieții în spectacole și a jucat roluri în filmele Lovely Way to Die (1968) și The Iceman Cometh (1973).

## Filmografie
- The Mikado (1939) .... Ko-Ko
- The Story of Gilbert and Sullivan (1953) .... George Grossmith
- Suspense: The Adventure of the Black Baronet .... dr. John H. Watson (prietenul lui Sherlock Holmes) (film TV CBS, 1953)
- Studio One: The Gathering Night (1 episod, 1953)
- Kraft Television Theatre (2 filme TV):
  - The Adventures of the Kind Mr. Smith (1953)
  - You Touched Me! (1954)
- The Motorola Television Hour: Black Chiffon .... Robert (film TV, 1954)
- Producers' Showcase: Tonight at 8.30 .... (segmentul Red Peppers) (film TV, 1954)
- The Elgin Hour: Sting of Death .... dl. Hargrove (film TV, 1955)
- Hallmark Hall of Fame: Alice in Wonderland .... White Rabbit (film TV, 1955)
- The Alcoa Hour: The Stingiest Man in Town .... Bob Cratchit (film TV, 1956)
- The United States Steel Hour: Who's Earnest? .... Chasuble (film TV, 1957)
- Pinocchio (film TV, 1957) .... Fox
- Shirley Temple's Storybook: Dick Whittington and His Cat .... dl. Fitzwarren (film TV, 1958)
- True Story .... Harry Kent (1 episod, 15 august 1959)
- The Bell Telephone Hour: The Mikado (1960) .... Director (cu Groucho Marx)
- The Defenders: Die Laughing .... dr. Fisher (1 episod, 1964)
- The Trials of O'Brien: Notes on a Spanish Prisoner .... judecătorul Briscoe (1 episod, 1965)
- The Jackie Gleason Show: The Honeymooners: Poor People in Paris .... Major-Domo (1 episod, 1966)
- A Lovely Way to Die (1968) .... Finchley
- The Iceman Cometh (1973) .... Cecil Lewis
- ABC Afterschool Specials: Cyrano (film TV, 1974) (voce) .... Contele de Guiche

## Legături externe
- en Martyn Green la Internet Broadway Database
- Martyn Green la Internet Movie Database
- Martyn Green's Solo Recital Discs Arhivat în 3 decembrie 2019, la Wayback Machine. at The Gilbert & Sullivan Discography
- Interview of Green by WQXR, in 1962, including song excerpts
- Description of 1939 film of The Mikado Arhivat în 21 octombrie 2020, la Wayback Machine.
- Video of "I Am So Proud" from the 1939 film, with Green as Ko-Ko, Sydney Granville as Pooh-Bah and Gregory Stroud as Pish-Tush pe YouTube
- Green's television credits Arhivat în 4 iulie 2019, la Wayback Machine. at TV.com